# Balthasar Moncornet

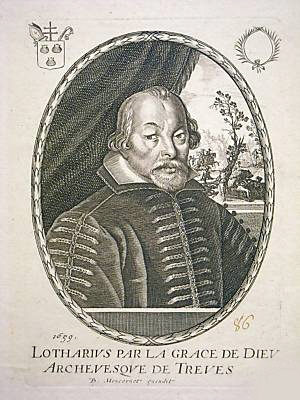
Lothar von Metternich (Kupferstich von 1659)

Balthasar Moncornet (* um 1600 in Rouen; † 1668 in Paris), auch bekannt als Veuve Moncornet, war ein französischer Maler, Kupferstecher, Kunsthändler und Verleger.

## Leben und Werk
Er war mit Marguerite († 1691), geborene Van der Mael, verheiratet und hatte einen Sohn namens Jean. Nach seinem Tod führte seine Ehefrau seine Geschäfte weiter bis sein Sohn die Volljährigkeit erreichte.
Der Künstler wird mit mindestens 45 Porträts bekannter Persönlichkeiten des 17. Jahrhunderts in Verbindung gebracht. Zahlreiche seiner Werke sind als Drucke in Band 32 des Thesaurus Picturarum des Marcus zum Lamm zu finden.

## Illustrationen
- Le livre de toutes sortes de feuilles pour servir à l'art d'orfebvrerie. Paris, 1634.
- Livre nouveau de toutes sortes d'ouvrages d'orfevries. Paris, Jean Moncornet (um 1670).
- Ein Newes Büchlein von allerhant Goldschimerrey aufzgelesen von allen besten Arbeitern dieser jetzigen Zeit., London, Bernard Quaritch, 1888, 12 Stiche
- Eigentlicher Abriß der vor vnüberwintlichen gehaltnen, vnd in der vndern Churpfaltz gelegnen Statt vnd Festung Mannheimb : wie nemblich dieselb im eingang deß Monats Octobris Anno 1622 durch Herrn Grafen von Tilli belägert[2]
- Eigentliche Abbildung der Churfürstlichen Hauptstatt Heydelberg : Wie sie durch Herrn Grafen von Thilli, (Ihrer Fürstl. Durchl. Hertzog in Bayrn [sic], Obersten Leuttenannt) belägert, mit gewalt erobert ... ist worden[3]